# اداراولانا
اداراولانا (به لاتین: Addarawellana) در سری‌لانکا است که در استان جنوبی (سری‌لانکا) واقع شده‌است.